# Holger Czukay
Holger Czukay, właśc. Holger Schüring (ur. 24 marca 1938 w Wolnym Mieście Gdańsku, zm. 5 września 2017 w Weilerswist) – niemiecki kompozytor, gitarzysta basowy, członek i współzałożyciel zespołu Can.

## Życiorys
Swoją muzyczną karierę rozpoczął na początku lat 60. występami w amatorskich zespołach jazzowych. W latach 1963–1966 studiował muzykę u Karlheinza Stockhausena. Przez kolejne dwa lata pracował jako nauczyciel muzyki, wtedy też założył swój pierwszy zespół, Remo Four.
W 1967 zaczął interesować się bliżej rockiem, a zwłaszcza jego eksperymentalną odmianą, uprawianą wówczas przez artystów tej miary, co Velvet Underground czy Frank Zappa.
W 1968 razem z Irminem Schmidtem założył zespół Can, w którym grał na gitarze basowej i był jednocześnie inżynierem dźwięku, odpowiedzialnym za techniczną stronę nagrań.
W 1977 opuścił Can aby poświęcić się karierze solowej. Jego miejsce zajął Rosko Gee, były basista zespołu Traffic. Czukay realizował w tym czasie własne wizje muzyczne eksperymentując z falami radiowymi, samplingiem oraz preparowanymi taśmami magnetycznymi przy realizacji swych nagrań. W wyniku tych doświadczeń skonstruował nawet interaktywny instrument muzyczny, który wykorzystywał również podczas koncertów (album Radio Wave Surfer z 1991), natomiast metodę komponowania przy jego użyciu określił jako “malarstwo radiowe” (radio painting).
Oprócz tego współpracował z Jah Wobble i Davidem Sylvianem, brytyjskim artystami, którzy szczególnie podzielali jego ówczesne wizje muzyczne i zamiłowanie do eksperymentów. Współpracował też z The Edge, Peterem Gabrielem, Eurythmics czy Brianem Eno.
W 1987 zagrał główną rolę w eksperymentalnym filmie Krieg der Töne Michaela Meerta; jest również autorem ścieżki dźwiękowej do tego filmu.
Od lat 90. współpracował z zespołem U-She.

## Dyskografia solowa (i z innymi muzykami)
- 1968 Canaxis
- 1979 Movies
- 1981 On the Way to the Peak of Normal
- 1981 Biomutanten / Menetekel (jako Les Vampyrettes z Conny Plankiem)
- 1982 Full Circle (z Jah Wobble i Jaki Liebezeitem)
- 1983 Snake Charmer (z Jah Wobble, The Edge i Benem Mandelsonem)
- 1984 Der Osten ist rot
- 1987 Rome remains Rome
- 1988 Plight and Premonition (z Davidem Sylvianem)
- 1989 Flux and Mutability (z Davidem Sylvianem)
- 1991 Radio Wave Surfer (recorded live in 1984, 1986 & 1987)
- 1993 Moving Pictures
- 1998 Clash (z zespołem Dr. Walker)
- 1999 Good Morning Story
- 2000 La Luna (2007 album zremasterowany i rozszerzony o dodatkowe nagrania)
- 2001 Linear City (współpraca z różnymi artystami)
- 2003 The New Millennium (z zespołem U-She)
- 2006 21st Century
- 2006 Good Morning Story
- 2007 Time and Tide (z zespołem U-She)
- 2007 21st Century (z zespołem Ursa Major)